# William Henry Phelps Jr.
William Henry Phelps jr (San Antonio de Maturín, 25 dicembre 1902 – Caracas, 13 agosto 1988) è stato un ornitologo venezuelano.
Era figlio di William Henry Phelps.

## Opere
- "A Guide to the Birds of Venezuela" con Rodolphe Meyer de Schauensee
- "Six New Birds from the Perija Mountains of Venezuela" con E. Thomas Gilliard
- "Descripción de seis aves de Venezuela y notes sobre veinticuatro adiciones a la avifauna del Brasil" Bol. Soc. Venez. Cienc. Nat. 11:52-74. (1948) con William Henry Phelps
- "Cuarentinueve aves nuevas para la avifauna brasileña dell Cerro Uei-Tepui (Cerro del Sol)" Bol. Soc. Venez. Cienc. Nat. 101:32-39. (1962)  con William Henry Phelps
- "A New Subspecies of Icterus icterus and Other Notes on the Birds of Northern South America" No. 2270 (1966). con Ramon H. Aveledo
- "Adiciones a las listas de aves de Sur América, Brasil y Venezuela y notas sobre aves venezoelanas" Bol. Soc. Venez. Cien. Nat. 30:23-40. (1973)

| Controllo di autorità | VIAF (EN) 122015016 · ISNI (EN) 0000 0001 1702 1703 · LCCN (EN) n82098907 · GND (DE) 1011195577 |